# میلفورد (حوزه سرشماری)، ماساچوست
میلفورد (به انگلیسی: Milford) یک منطقهٔ مسکونی در ایالات متحده آمریکا است که در شهرستان ووستر، ماساچوست واقع شده‌است. میلفورد ۲۶٫۵ کیلومتر مربع مساحت و ۲۵٬۰۵۵ نفر جمعیت دارد و ۷۹ متر بالاتر از سطح دریا واقع شده‌است.